# Sisyrinchium laxum
Sisyrinchium laxum là một loài thực vật có hoa trong họ Diên vĩ. Loài này được Otto ex Sims miêu tả khoa học đầu tiên năm 1822.